# 인헤리턴스 (1976년 영화)
인헤리턴스(L'eredita Ferramonti , The Inheritance)는 이탈리아에서 제작된 마우로 볼로그니니 감독의 1976년 드라마 영화이다. 앤서니 퀸 등이 주연으로 출연하였다.

## 출연

### 주연
- 앤서니 퀸
- 파비오 테스티
- 도미니크 샌다

### 조연
- 지지 프로이에티
- 아드리아나 아스티
- 파올로 보나첼리
- 로셀라 루스코니
- 해롤드 브롬리
- 카를로 팔무치
- 실비아 세리오
- 마리아 루소
- 시모네 산토
- 로산나 디 로렌조